# Грумбах (Вильсдруфф)
Грумбах (нем. Grumbach) — посёлок в Германии, в земле Саксония, находится на северо-западе района Саксонская Швейцария — Восточные Рудные Горы. Входит в состав города Вильсдруф. Население составляет около 1680 человек.
Грумбах впервые упоминается 9 февраля 1223 года.
Ранее Грумбах имел статус общины (коммуны). В 1926 году здесь была построена ратуша. 9 июля 1998 года Грумбах вошёл в состав города Вильсдруф.

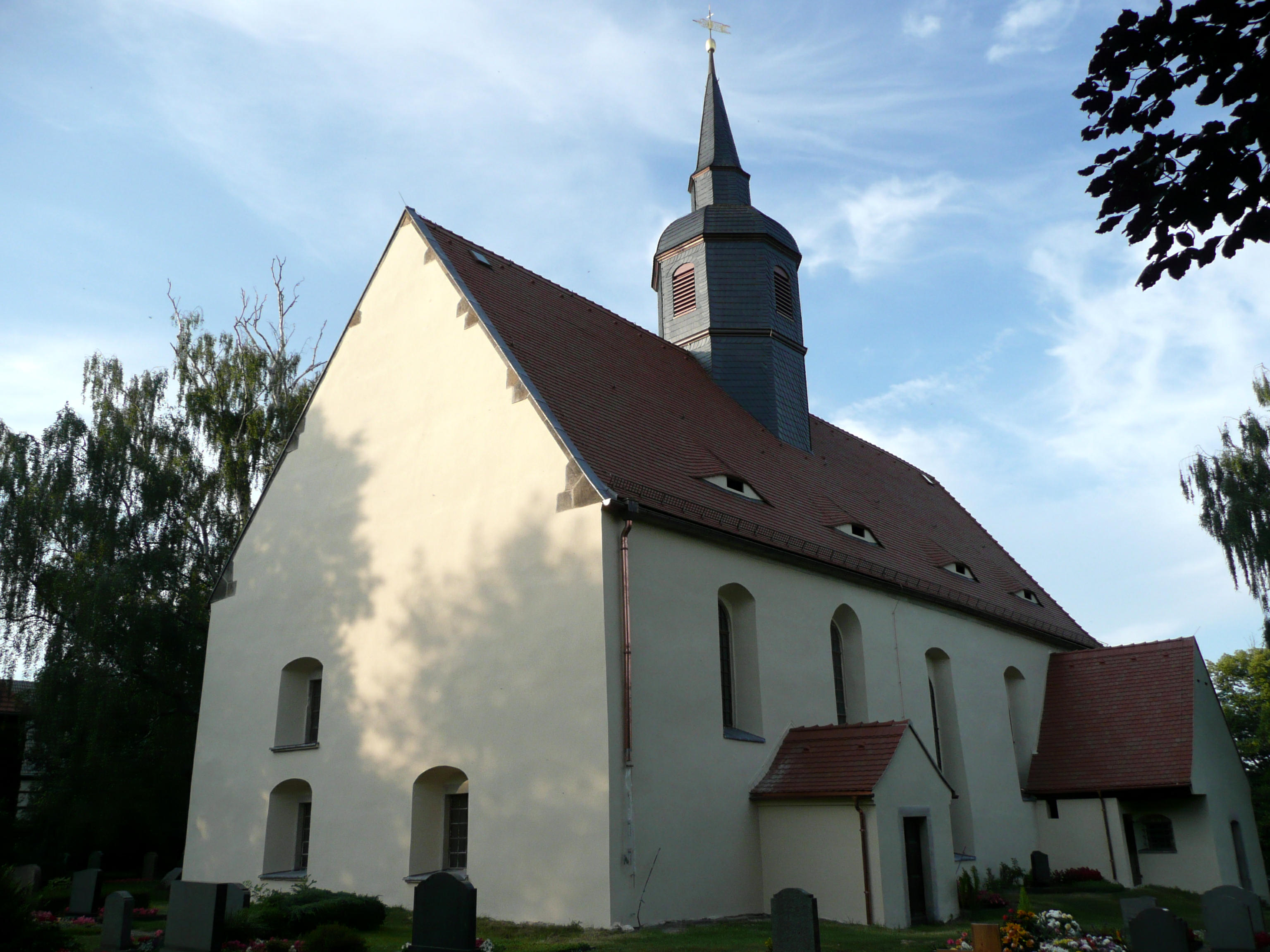
Кирха